# Молчанова, Анна Николаевна
Анна Николаевна Молчанова (род. 27 мая 1975, Ленинград) — российская актриса театра и кино.

## Биография
Закончила Санкт-Петербургскую киношколу. Училась в филологическом колледже и в школе-студии «Театр поколений» (под руководством Зиновия Корогодского).
Дебютировала в кино в 1994 году, получив за роль в фильме «Дожди в океане» приз «За лучшую женскую роль» на фестивале «Киношок». Эпизодически снималась в фильмах и сериалах до 2006 года, затем ушла с экрана, занималась озвучиванием сериалов. В 2015 году вновь появилась в главной роли в фильме своего мужа, режиссёра Алексея Козлова «Запрет».

## Семья
До 2021 года была замужем за режиссёром Алексеем Козловым. В октябре 2006 года родился сын Егор.

## Фильмография
- 1994 — Дожди в океане — Лилиан
- 1995 — Роберт и Клара (Франция) — Эрнестина
- 1995 — Виза на смерть: Русские проститутки (Германия) — Наташа Пешкова
- 1997 — Мытарь — Она
- 1997 — Улицы разбитых фонарей — Юля(серия "Целую, Ларин"), Инна (серия "Женское счастье")
- 1998 — Улицы разбитых фонарей-2 — Наташа
- 1999 — Русская красавица (Италия) — Ксюша
- 2001 — Улицы разбитых фонарей-4 — Ирина Кораблёва
- 2001 — Агент национальной безопасности, 3 сезон, 9 серия «Свидетель» — Наташа
- 2001 — Ниро Вульф и Арчи Гудвин — Вайолет Перрит
- 2002 — Кодекс чести — Люси
- 2003 — Бедный, бедный Павел — Елизавета Алексеевна
- 2003 — Удачи тебе, сыщик — Матильда
- 2003 — Не ссорьтесь, девочки! — Юля Артемьева
- 2004 — Хранитель времени — Ану/Алозия
- 2005 — Заложник
- 2006 — Всегда говори «Всегда»-3 — Оксана
- 2015 — Запрет — Лора